# UNESCO
Die UNESCO (von englisch United Nations Educational, Scientific and Cultural Organization), für Österreich und Schweiz Organisation der Vereinten Nationen für Erziehung, Wissenschaft und Kultur, in Deutschland Organisation der Vereinten Nationen für Bildung, Wissenschaft und Kultur, ist eine Internationale Organisation und gleichzeitig eine der 17 rechtlich selbstständigen Sonderorganisationen der Vereinten Nationen. Sie hat ihren Sitz in Paris (Frankreich). Seit der Rückkehr der USA im Sommer 2023 hat die UNESCO 197 Mitgliedsstaaten und 12 assoziierte Mitglieder (Stand Oktober 2023).

## Aufgaben

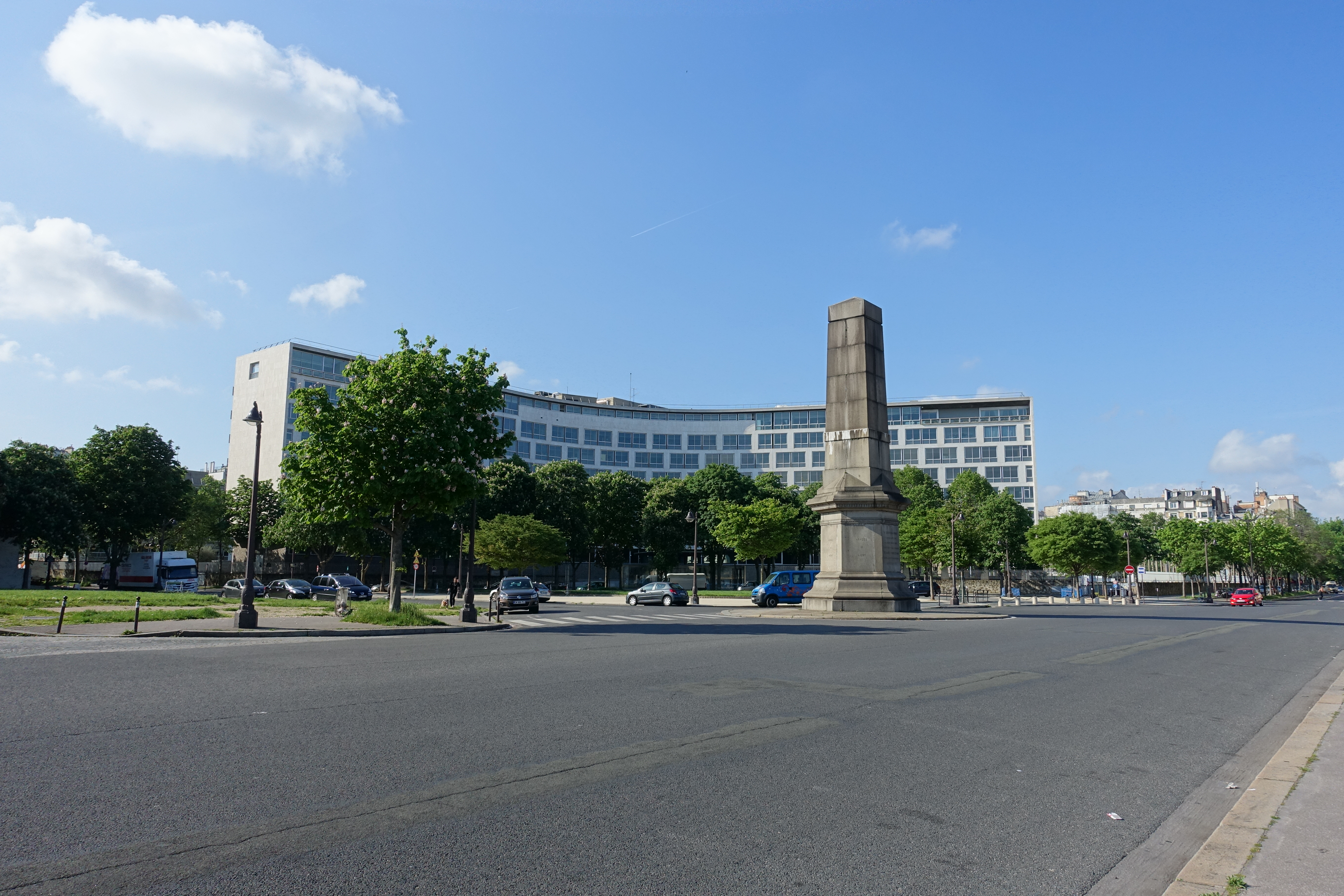
Teilansicht des UNESCO-Gebäudes in Paris

Modellansicht des UNESCO-Hauptquartiers

Zu den Aufgabengebieten der UNESCO gehören die Förderung von Erziehung, Wissenschaft und Kultur sowie Kommunikation und Information. Ihr Gründungsvertrag wurde am 16. November 1945 von 37 Staaten in London unterzeichnet und trat am 4. November 1946 nach der Ratifikation durch 20 Staaten in Kraft. Erster Generaldirektor war Julian Huxley.
Aus den Erfahrungen des Zweiten Weltkrieges zogen die Gründungsstaaten die folgende Lehre:

„Ein ausschließlich auf politischen und wirtschaftlichen Abmachungen von Regierungen beruhender Friede kann die einmütige, dauernde und aufrichtige Zustimmung der Völker der Welt nicht finden. Friede muss – wenn er nicht scheitern soll – in der geistigen und moralischen Solidarität der Menschheit verankert werden.“

Weiter aus der Präambel der Verfassung der UNESCO:

„Da Kriege im Geist der Menschen entstehen, muss auch der Frieden im Geist der Menschen verankert werden.“

### Erziehung
Im Bereich der Erziehung hat die UNESCO die Verantwortung für das Ziel 4 (inklusive, gerechte und hochwertige Bildung für alle, englisch Education For All, EFA) der Ziele für nachhaltige Entwicklung (SDGs) übernommen.
Auch die Gesundheitserziehung zur Drogen- und AIDS-Prävention sowie der Wiederaufbau des Bildungswesens in Katastrophen- und Krisengebieten gehören zum Wirkungsfeld. Die UNESCO setzt sich auch für eine demokratische Erziehung auf Basis der Menschenrechte ein.
Außerdem entwickelte die UNESCO mit der ISCED (International Standard Classification of Education) eine Klassifikation zur Charakterisierung von Schulsystemen.
Wichtiger Bestandteil der Arbeit der UNESCO ist die Organisation interregionaler und internationaler Konferenzen zum Thema Bildung/Erziehung wie etwa die Konferenz zur Erwachsenenbildung CONFINTEA.
Zum Aufgabenbereich der UNESCO gehören zudem das UNESCO-Schulprojekt und die UNESCO-Lehrstühle.
Die UNESCO koordinierte auch die UN-Dekade Bildung für nachhaltige Entwicklung (2005–2014).

### Wissenschaften
Im wissenschaftlichen Bereich fördert die UNESCO vorrangig die zwischenstaatliche Zusammenarbeit in der Ozeanographie, Hydrologie, Geologie und Umweltwissenschaften mit dem Hauptziel des Erhalts der biologischen Arten und der Trinkwasserressourcen.
Die Folgen des wissenschaftlichen und technischen Fortschritts der Biowissenschaften haben den Bedarf an international übereinstimmenden Werten, Grundsätzen und Normen der Bioethik erhöht. Die UNESCO hat darauf reagiert und in den vergangenen Jahren drei völkerrechtlich nicht bindende Erklärungen im Bereich von Wissenschaft und Menschenrechten ausarbeiten lassen, die von der Generalkonferenz jeweils einstimmig verabschiedet wurden:
- Allgemeine Erklärung über das menschliche Genom und Menschenrechte (1997)
- Internationale Erklärung über humangenetische Daten (2003)
- Allgemeine Erklärung über Bioethik und Menschenrechte (2005)

### Kultur
Die UNESCO betraut die Haager Konvention zum Schutz von Kulturgut bei bewaffneten Konflikten von 1954, das wichtigste Werkzeug zur Bewahrung von Kulturgut, und das Übereinkommen über Maßnahmen zum Verbot und zur Verhütung der unzulässigen Einfuhr, Ausfuhr und Übereignung von Kulturgut von 1970, das Werkzeug gegen Plünderung.
2001 entstand die Konvention zum Schutz des Kulturerbes unter Wasser, womit eine wichtige Lücke im geographischen Abdeckungsgebiet der Haager Konvention geschlossen wurde.
Das Welterbekomitee der UNESCO verwaltet das Welterbe der Menschheit (Welterbekonvention von 1972), welches eine besondere Auszeichnung mit Bewahrungspflicht darstellt. Es setzt sich aus dem Weltkultur- und Weltnaturerbe zusammen, womit die UNESCO ihre Agenden auch in den Bereich der Landschaften und Naturgebilde ausdehnte (entsprechend dem Begriff des Naturdenkmals). Hinsichtlich Kulturgüterschutz besteht eine enge Partnerschaft zwischen der UNESCO und Blue Shield International. Da bei vielen Kriegen und Unruhen die Bewegungsfreiheit des Vereinte-Nationen-Personals wegen Sicherheitsbedenken deutlich eingeschränkt ist, wird Blue Shield aufgrund seiner Struktur als besonders geeignet angesehen, um flexibel und autonom in bewaffneten Konflikten zu handeln. Das betrifft auch die Zusammenarbeit der UNESCO mit Blue Shield zur Erhebung von zu schützenden Kulturgut, die Erstellung von „No-strike lists“, die Verknüpfung ziviler und militärischer Strukturen und die Ausbildung von lokalem militärischen Personal hinsichtlich Schutz von Kulturgut.
Schon 1970 wurde das Programm Man and Biosphere (MAB) ins Leben gerufen, welches die enge Verflechtung von Kulturleistungen und Umwelt betont. Zu diesem Programm gehören auch die Biosphärenreservate als Modellregionen. Daher ist die UNESCO auch im Umwelt- und Naturschutz engagiert, in Folge des Programms entstanden wichtige weltweite Konventionen, etwa über die biologische Vielfalt (Biodiversität).
1982 wurde bei der UNESCO-Weltkulturkonferenz Mondiacult in Mexiko ein erneut „erweiterter Kulturbegriff“ festgeschrieben. Die 126 Teilnehmer-Staaten nahmen damit eine konzeptionelle Entwicklung zur Kenntnis; im Grunde ging es darum, den elitären, bildungsbürgerlichen Kulturbegriff und den europalastigen Fokus auf Kulturgut als Bauwerke und Werke der bildenden „Schönen Künste“ im musealen Sinne abzulösen.
2005 hat die UNESCO das Übereinkommen zum Schutz und zur Förderung der Vielfalt kultureller Ausdrucksformen verabschiedet – eine „Magna Charta“ der Kulturpolitik.
In diesen Kontext gehören auch das Weltdokumentenerbe im Rahmen des Programms Memory of the World (MOW) von 1992, das als „Gedächtnis der Welt“ auf die materiellen Zeugnisse bedeutender geistiger Kulturleistungen fokussiert (alte Handschriften, originale Urkunden, Bibliotheken u. ä.).
Im Oktober 2003 wurde die Konvention zur Erhaltung des immateriellen Kulturerbes verabschiedet. Das Übereinkommen trat am 20. April 2006 in Kraft. Schon das Vorgängerprogramm Meisterwerke des mündlichen und immateriellen Erbes der Menschheit schützte von 1997 bis 2006 mündliche Ausdrucksformen wie Mythen, Epen und Erzählungen, sowie darstellende Künste Musik, Tanz, Spiele, Bräuche, handwerkliche Fähigkeiten und andere künstlerische Ausdrucksformen, die sich nicht in einem materiellen Werkbegriff äußern.

### Medienpolitik
Im Bereich „Kommunikation und Information“ setzt sich die UNESCO mit den Problemen der Informationsgesellschaft auseinander. Sie engagiert sich für die Pressefreiheit und den Informationszugang, indem sie unter anderem in Entwicklungsländern Medienkompetenz vermittelt, Journalisten ausbildet und Radiostationen bzw. Nachrichtenagenturen aufbaut.
Die UNESCO betreibt unter dem Kürzel EOLSS (Encyclopedia Life Support Systems) eine große wissenschaftliche Online-Enzyklopädie.

## Geschichte

### Vorgeschichte
Als Vorgängerinstitution gilt das dem Völkerbund angegliederte Institut International de Coopération Intellectuelle (IICI), das im Januar 1926 in Paris seine Arbeit aufnahm. Das IICI wiederum war ins Leben gerufen worden, weil die 1922 gegründete Commission International de Coopération Intellectuelle (CICI), der vierzehn Mitglieder, unter anderem Albert Einstein, Henri Bergson, Marie Curie und Gonzague de Reynold angehörten, als wenig schlagkräftig galt.
Das IICI wurde deshalb als Exekutivorgan der weiterhin bestehenden CICI gegründet und wurde vor allem von Frankreich unterstützt, das auch den überwiegenden Teil des Personals stellte und 80 Prozent der Kosten des Instituts trug. Hauptaufgaben des IICI waren Fragen des Urheberrechts und geistigen Eigentums sowie von Übersetzungen, der Statistik im Kulturbereich und der „moralischen Abrüstung“, das heißt, das IICI sollte komplementär zum Völkerbund wirken, dessen Hauptaufgabe die Friedenssicherung durch politische Maßnahmen, wie etwa Abrüstung und Streitschlichtung war, indem es die Friedensbereitschaft der Völker durch erzieherische und kulturelle Maßnahmen stärkte.
Seit 1942 führte der britische Erziehungsminister Lord Butler in London Gespräche mit Amtskollegen aus acht europäischen Exilregierungen. Ziel war der Wiederaufbau von Bildung und Kultur nach dem Ende des Zweiten Weltkrieges in Europa. Die Sowjetunion weigerte sich ausdrücklich, an den Beratungen teilzunehmen. Geplant waren zunächst bilaterale Verträge zwischen den beteiligten Staaten. Nachdem jedoch die Gründung der Vereinten Nationen beschlossen war, begann im Frühjahr 1944 der Kreis um Butler, eine ähnliche Struktur für Bildung und Kultur unter dem Dach der späteren UNO und mit Sitz in London zu entwickeln. Ein erster Entwurf für die UNESCO-Verfassung datiert auf den April 1944. Ab diesem Zeitpunkt beteiligten sich auch die Vereinigten Staaten an den Beratungen. Die europäischen Teilnehmer hofften auf US-Finanzhilfen für die Zeit nach dem Krieg. Auf amerikanischer Seite wollte man die UNESCO für die Gestaltung eines demokratischen Europa nach den eigenen Plänen nutzen.

### Gründung und Anfänge
Am 16. November 1945 unterzeichneten in London 37 Staaten die Verfassung der UNESCO. Die von der Gründungskonferenz gebildete Vorbereitende Kommission bereitete im Anschluss die erste UNESCO-Generalkonferenz sowie die Entwürfe für Programm und Haushalt der Organisation vor.
Alfred Zimmern wurde am 3. Dezember 1945 zum ersten Generalsekretär gewählt. Im März 1946 trat Julian Huxley dessen Nachfolge an.
Am 4. November 1946 trat mit der Hinterlegung der 20. Ratifizierungsurkunde durch Griechenland die Verfassung der UNESCO offiziell in Kraft.
Im Jahr 1946 wurde der Sitz von London nach Paris verlegt. Neuer Sitz der Vorbereitenden Kommission wurde am 16. September 1946 das Hotel Majestic auf der Avenue Kléber. Das Londoner UNESCO-Büro wurde im April 1947 geschlossen. 1958 wurde der Neubau an der Place de Fontenoy fertiggestellt und ist seitdem Hauptsitz der UNESCO.

### Deutschsprachige Länder
Luxemburg trat am 27. Oktober 1947 der UNESCO bei. Österreich folgte am 13. August 1948 als 40. Mitglied, vertreten durch die Ständige Vertretung Österreichs bei der UNESCO. Die Schweiz wurde am 18. Januar 1949 Mitglied. Am 11. Juli 1951 wurde die Bundesrepublik Deutschland Mitglied der UNESCO, vertreten durch die Ständige Vertretung der Bundesrepublik Deutschland bei der UNESCO; im November 1972 auch die Deutsche Demokratische Republik. Liechtenstein ist bis heute (Stand: 2026) zwar Mitglied der Vereinten Nationen, aber kein UNESCO-Mitgliedsstaat.

### Zunahme der Zahl der Mitgliedsstaaten
Im Verlauf der Entkolonialisierung in den 1950er bis 1970er Jahren traten zahlreiche neu entstandene Staaten der UNESCO bei, so dass die Zahl der Mitgliedsstaaten von 59 im Jahr 1950 auf 99 (1960), 125 (1970), 153 (1980), 159 (1990), 192 (2000), 195 (2010), 197 (2020) anstieg. 1955 verließ die Südafrikanische Union – einer der Gründungsstaaten – die UNESCO, da diese zu einem „Forum für anti-südafrikanische Agitatoren geworden“ sei. Nach Ende des Apartheid-Regimes trat Südafrika 1994 wieder bei. Die Republik China, die ebenfalls zu den Gründungsstaaten gehörte, wurde 1971 infolge der Resolution 2758 der UN-Generalversammlung aus der UNESCO gedrängt und an ihrer Stelle die Volksrepublik China aufgenommen. Auch Portugal war zwischen 1972 und 1974, dem Jahr der Nelkenrevolution, nicht Mitglied. Nach dem Zerfall der Sowjetunion 1991 kamen 12 ehemalige Sowjetrepubliken hinzu, während Russland als Rechtsnachfolger der Sowjetunion fungierte.
Derzeit hat die UNESCO 194 Mitgliedsstaaten und 12 assoziierte Mitglieder (Stand April 2025).

### Vorübergehender Austritt der Vereinigten Staaten und des Vereinigten Königreichs
Zwischen den Vereinigten Staaten und der UNESCO kam es mehrfach zu ernsthaften Differenzen. Im Jahr 1974 stellte der amerikanische Kongress auf Empfehlung des damaligen Präsidenten Gerald Ford die Zahlungen an die UNESCO vorübergehend ein, nachdem diese in einer Resolution die Palästinensische Befreiungsorganisation (PLO) anerkannt und den Staat Israel verurteilt hatte.
Am 29. Dezember 1983 leitete die Regierung Reagan das Ende ihrer UNESCO-Mitgliedschaft mit einem Schreiben an die Vereinten Nationen ein, am 19. Dezember 1984 verkündeten sie offiziell den Austritt der USA zum Jahresende. Zur Begründung hieß es, die UNESCO sei „linksgerichtet politisiert“ und ihre Finanzen seien völlig in Unordnung. Die Kritik fokussierte sich stark auf den damaligen Generalsekretär Amadou-Mahtar M'Bow, einen senegalesischen Muslim, dem ein geldverschwendendes Patronage-System vorgeworfen wurde. Zum Jahresende 1984 wurde der Austritt wirksam. Zum 31. Dezember 1985 verließ auch das Vereinigte Königreich (UK) unter Premierministerin Margaret Thatcher mit ähnlichen Argumenten und Bedenken wegen der befürchteten Einschränkung der Pressefreiheit durch die neue „Weltinformations- und -kommunikationsordnung“ die UNESCO, trat ihr im Jahr 1997 unter Premierminister Tony Blair aber wieder bei. Singapur trat zeitgleich mit Großbritannien aus und kehrte am 8. Oktober 2007 wieder in die UNESCO zurück.
Die USA (damals regiert vom Kabinett George W. Bush) traten im Jahr 2003 nach 19 Jahren der Abwesenheit der UNESCO wieder bei.

### Streit um Palästina

Abstimmung am 31. Oktober 2011 über die UNESCO-Mitgliedschaft der Palästinensischen Autonomiegebiete

Am 31. Oktober 2011 beschloss die UNESCO-Generalkonferenz mit 107 gegen 14 Stimmen bei 52 Enthaltungen, Palästina als offizielles Mitglied aufzunehmen. Die 14 Gegenstimmen kamen von Australien, Deutschland, Israel, Kanada, Litauen, den Niederlanden, Palau, Panama, Samoa, den Salomonen, Schweden, der Tschechischen Republik, den Vereinigten Staaten und Vanuatu. Zu den Staaten, die sich enthielten, gehörten die Schweiz und das Vereinigte Königreich. Für die Aufnahme stimmten unter anderen Österreich, Frankreich, Russland, China und Indien. Danach reduzierten die Vereinigten Staaten, die zu diesem Zeitpunkt etwa ein Fünftel des UNESCO-Budgets finanzierten, ihre Beitragszahlungen zur UNESCO. Zur Begründung hieß es, dass die Aufnahme Palästinas „die internationalen Bemühungen um einen gerechten dauerhaften Frieden im Nahen Osten unterminieren würde.“ Wegen des Zahlungsboykotts verloren die USA und Israel im November 2013 ihr Stimmrecht. Für 2016–2017 betrug der reguläre UNESCO-Haushalt insgesamt 653 Millionen US-Dollar. Durch die Aussetzung der Beitragszahlungen der USA und Israels stand allerdings nur ein Ausgabenplan in Höhe von 518 Millionen US-Dollar zur Verfügung.

### Austritt der USA und Israels
Am 18. Oktober 2016 verabschiedete die UNESCO auf Antrag arabischer Mitgliedsstaaten eine Resolution unter dem Titel „Sicherstellung des Kulturerbes Palästinas und des eigenständigen Charakters Ost-Jerusalems“, in der die Bedeutung der alten Stadt Jerusalem für die drei monotheistischen Religionen betont wurde. Allerdings wurde der Tempelberg nur mit seinem arabisch-islamischen Namen al-Haram al-Sharif bezeichnet, die viel älteren jüdischen Verbindungen und die Bezeichnung Zion blieben unerwähnt. Israel wurde außerdem wegen angeblicher Gewalt gegen islamische Pilger und wegen archäologischer Ausgrabungen kritisiert. Daraufhin stellte Israel seine Zusammenarbeit mit der UNESCO vorläufig ein.
Die Entscheidung der UNESCO vom 7. Juli 2017, die Altstadt von Hebron zum palästinensischen Weltkulturerbe zu erklären, führte zu Protesten der israelischen Diplomaten, weil die jüdischen Verbindungen zu Hebron (z. B. Beerdigungsort einiger Erzväter, antike Hauptstadt Israels vor Jerusalem) verschwiegen wurden. Am 12. Oktober 2017 erklärten zunächst die US-Regierung und Stunden später die israelische Regierung den Austritt aus der UNESCO zum 31. Dezember 2018. Als Anlass galt neben den bisherigen Unstimmigkeiten die mögliche Wahl des Katarers Hamad bin Abdulasis al-Kawari, dem Antisemitismus vorgeworfen wird, zum Generaldirektor der Organisation. Kawari unterlag dann im Exekutivrat in der Stichwahl der französischen Kandidatin Audrey Azoulay. Dem vorausgegangen war eine Kritik von US-Präsident Donald Trump, dass die Vereinten Nationen nicht die ihr gesetzten Ziele erreicht hätten. Trump kritisierte auch den nach seiner Ansicht überproportionalen Anteil der USA an den regulären Ausgaben der Vereinten Nationen (22 %) und an den Ausgaben für friedenserhaltende Maßnahmen (28 %). Auch kritisierten die USA, dass Diktatoren wie etwa der syrische Diktator Baschar al-Assad weiterhin in einem Menschenrechts-Ausschuss der UNESCO sitzen. Die USA streben stattdessen den Status eines permanenten Beobachters bei der UNESCO an, um weiterhin ihre Sichtweise und Expertise bei einigen wichtigen Aktivitäten der Organisation einzubringen. Ende Dezember 2017 reichte der israelische Ministerpräsident Benjamin Netanjahu den Austritt Israels aus der UNESCO formell ein, der zum 31. Dezember 2018 zusammen mit dem Austritt der USA wirksam wurde.
Im Juni 2023 kündigte die Regierung der Vereinigten Staaten unter Trumps Nachfolger Joe Biden ihren Wiederbeitritt zur UNESCO an, der im Juli 2023 auf der Grundlage eines konkreten Finanzierungsplans erfolgen soll. Audrey Azoulay bezeichnete diese Entscheidung als „starken Akt des Vertrauens in die UNESCO und den Multilateralismus“. Die Rückkehr der USA wurde durch eine Vereinbarung ermöglicht, die der US-Kongress im Dezember 2022 getroffen hatte, um finanzielle Beiträge an die UNESCO zu genehmigen. Die USA haben sich bereit erklärt, ausstehende Zahlungen in Höhe von rund 600 Millionen US-Dollar zu begleichen. Die US-Regierung begründete den Wunsch nach einem Wiedereintritt unter anderem mit der Notwendigkeit, Einfluss auf die Diskussion über Regeln und Standards für künstliche Intelligenz zu nehmen. Im Juli 2025 kündigten die Vereinigten Staaten, während der zweiten Präsidentschaft von Donald Trump, den erneuten Austritt aus der UNESCO an, da die Mitgliedschaft „nicht im nationalen Interesse“ des Landes sei. Der Austritt soll bis Ende 2026 vollzogen werden.

## Generaldirektoren
Am 13. Oktober 2017 wurde die ehemalige französische Kulturministerin Audrey Azoulay mit 30 gegen 28 Stimmen durch den UNESCO-Exekutivrat zur künftigen Direktorin der UNESCO gewählt. Ihr Gegenkandidat war der katarische Diplomat Hamad bin Abdulasis al-Kawari. Die Wahl wurde am 10. November 2017 von der Generalkonferenz der 195 Mitgliedstaaten der UNESCO bestätigt. Am 15. November 2017 begann die Amtsperiode der neuen Generaldirektorin.

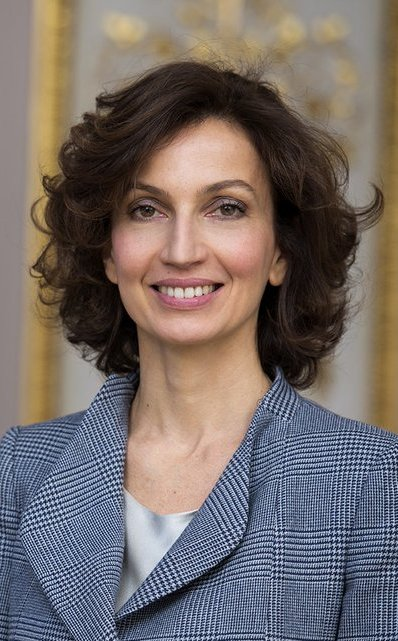
Audrey Azoulay, Generaldirektorin der UNESCO seit 15. November 2017

| Nr. | Name                    | Herkunftsland          | Amtsperiode               |
| --- | ----------------------- | ---------------------- | ------------------------- |
| 1.  | Julian Huxley           | Vereinigtes Königreich | 1946–1948                 |
| 2.  | Jaime Torres Bodet      | Mexiko                 | 1948–1952                 |
| 3.  | John Wilkinson Taylor   | Vereinigte Staaten     | amtierend 1952–1953       |
| 4.  | Luther H. Evans         | Vereinigte Staaten     | 1953–1958                 |
| 5.  | Vittorino Veronese      | Italien                | 1958–1961                 |
| 6.  | René Maheu              | Frankreich             | 1961–1974; amtierend 1961 |
| 7.  | Amadou-Mahtar M'Bow     | Senegal                | 1974–1987                 |
| 8.  | Federico Mayor Zaragoza | Spanien                | 1987–1999                 |
| 9.  | Kōichirō Matsuura       | Japan                  | 1999–2009                 |
| 10. | Irina Bokowa            | Bulgarien              | 2009–2017                 |
| 11. | Audrey Azoulay          | Frankreich             | seit 2017                 |

## Organisationsstruktur der UNESCO
Organe der UNESCO sind die Generalkonferenz, der Exekutivrat und das Sekretariat, an dessen Spitze ein Generaldirektor steht.

### Generalkonferenz

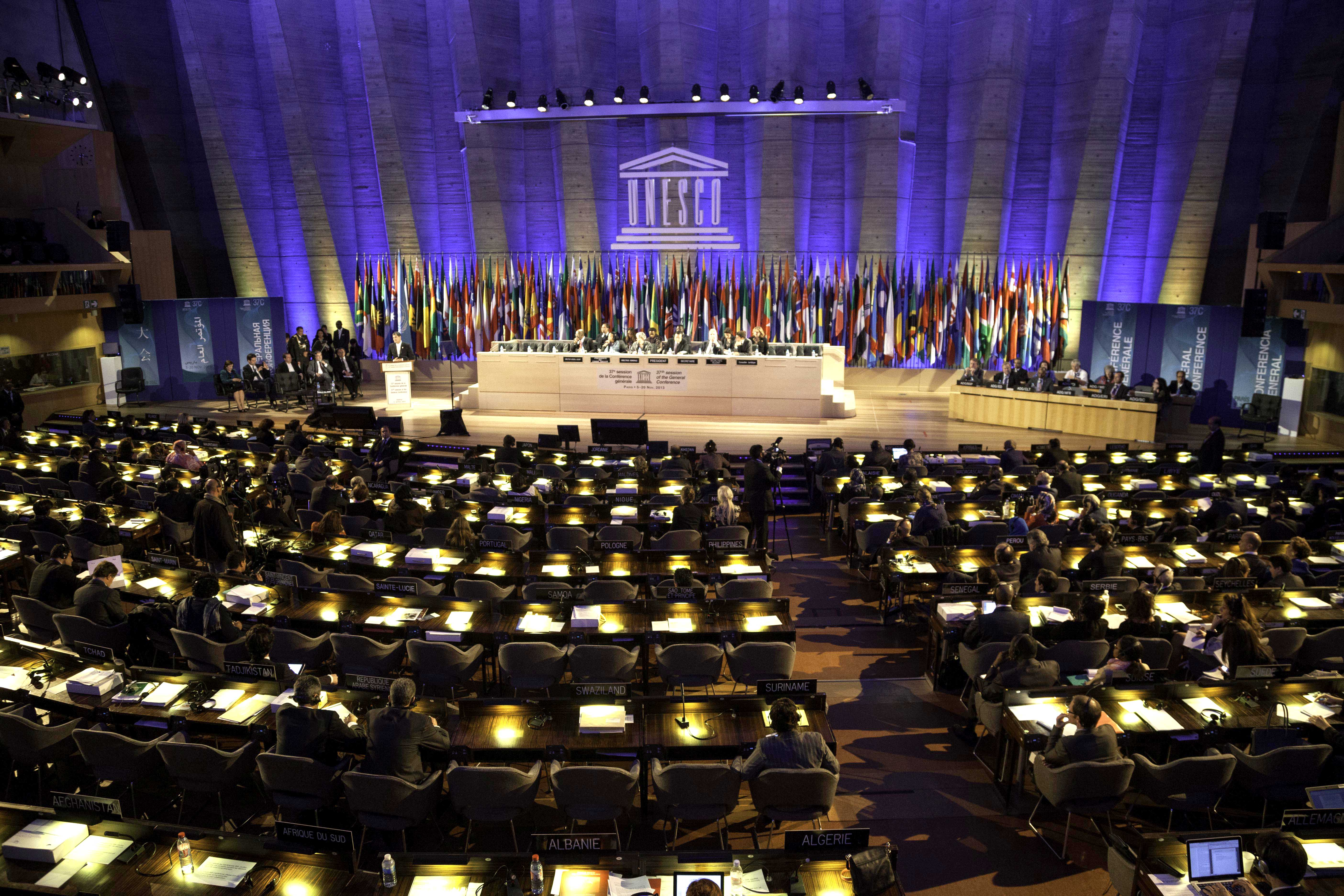
37. Generalkonferenz der UNESCO am 7. November 2013

Die Generalkonferenz (General Conference) ist das oberste Entscheidungs- und Kontrollorgan der UNESCO. Sie tritt (seit 1954) alle zwei Jahre zu einer ordentlichen Tagung in Paris zusammen. Ein Staat – eine Stimme gilt als Grundsatz in der Generalkonferenz – ein Prinzip, das auch in der Mehrzahl der anderen Sonderorganisationen sowie der Generalversammlung der Vereinten Nationen Anwendung findet.
Die Generalkonferenz ist Entscheidungsträger, denn sie bestimmt die Zielsetzung und die allgemeinen Richtlinien der Arbeit der Organisation und beschließt über die ihr vom Exekutivrat vorgelegten Programme und hat das Budgetrecht. Die politische Zielsetzungen und die Arbeitsrichtlinien werden festgelegt, wobei ein vom Sekretariat in Abstimmung mit den Mitgliedsstaaten vorgelegtes zweijähriges Arbeitsprogramm als Diskussionsgrundlage dient.
Ferner beruft sie internationale Staatenkonferenzen ein, nimmt internationale Empfehlungen oder Übereinkommen an und erörtert die Berichte der Mitgliedstaaten an die Organisation über die Maßnahmen zur Umsetzung von Empfehlungen und Übereinkommen.
Die Generalkonferenz wählt auch die Mitglieder des Exekutivrates für eine vierjährige Amtszeit, der seit 1995 aus 58 Mitgliedern besteht und normalerweise zweimal jährlich zusammentritt.
Parallel zur Generalkonferenz tagt diese auch in wichtigen Komitees und Kommissionen:
- General Committee (Koordinierung der Arbeit der Kommissionen etc.)
- PRX Commission (Programm und Budget)
- ED Commission (Bildung)
- SC Commission (Naturwissenschaften)
- SHS Commission (Sozial- und Geisteswissenschaften)
- CLT Commission (Kultur)
- CI Commission (Kommunikation und Information)
- ADM Commission (Personalmanagement und Mittelverwendung)
- Credentials Committee (Wahlberechtigung)
- Nominations Committee (Wahlen)
- Legal Committee (Rechtsfragen)
- Plenum

### Exekutivrat
Der Exekutivrat fungiert als Bindeglied zwischen Generalkonferenz und Sekretariat. Er ist für die Vorbereitungen der Tagesordnung der Generalkonferenz, die Prüfung des Arbeitsprogramms und des entsprechenden Haushaltsplans sowie für die Überwachung des vom Sekretariat verabschiedeten Arbeitsprogramms zuständig.
Hinsichtlich der Zusammensetzung des Exekutivrats ist im Laufe der letzten 50 Jahre eine zunehmende Verstaatlichung festzustellen. Bis 1954 galten die Mitglieder als Privatpersonen – gewählt als Vertreter des Geisteslebens, die im Auftrag der Generalkonferenz handeln sollten. Gemäß einem Vorschlag der Vereinigten Staaten und des Vereinigten Königreichs gelten die Vertreter nunmehr nicht mehr als unabhängig, sondern zugleich als Politiker, welche die Staaten vertreten, aus denen sie stammen. Seit 1976 können die Regierungen darüber hinaus ihre Vertreter vor dem Ablauf ihrer vierjährigen Amtszeit und unabhängig von deren Zustimmung abberufen und ersetzen lassen. Gewählt werden nach Artikel V Absatz 2 der UNESCO-Verfassung solche Persönlichkeiten, die über die notwendige Erfahrungen und Fähigkeiten verfügen, um die administrativen und exekutiven Pflichten des Rates zu erfüllen.
| Amtszeit | Gruppe I Westeuropa und Nordamerika (9 Plätze)                                   | Gruppe II Osteuropa (7 Plätze)       | Gruppe III Lateinamerika und Karibik (10 Plätze)                        | Gruppe IV Asien und Pazifik (12 Plätze)                             | Gruppe V(a) Afrika (14 Plätze)                                             | Gruppe V(b) Arabische Staaten (6 Plätze)            |
| -------- | -------------------------------------------------------------------------------- | ------------------------------------ | ----------------------------------------------------------------------- | ------------------------------------------------------------------- | -------------------------------------------------------------------------- | --------------------------------------------------- |
| 2023–27  | Deutschland Frankreich Italien Spanien Vereinigtes Königreich Vereinigte Staaten | Albanien Serbien Slowakei Tschechien | Argentinien Brasilien Dominikanische Republik Kuba                      | Australien Bangladesch Indonesien Pakistan Sri Lanka Südkorea       | Burkina Faso Elfenbeinküste Gabun Liberia Mauritius Mosambik Nigeria       | Irak Katar Oman Saudi-Arabien                       |
| 2021–25  | Österreich Island Türkei                                                         | Armenien Aserbaidschan Litauen       | Chile Grenada Haiti Mexiko Paraguay St. Lucia                           | Cookinseln Indien Japan Philippinen Vietnam Volksrepublik China     | Ägypten Angola Benin Botswana Südafrika Tansania                           | Ägypten Jordanien Kuwait                            |
| 2019–23  | Deutschland Frankreich Italien Niederlande Schweiz Spanien                       | Polen Russland Serbien Ungarn        | Argentinien Brasilien Dominikanische Republik Uruguay                   | Afghanistan Kirgisistan Myanmar Pakistan Südkorea Thailand          | Benin Demokratische Republik Kongo Ghana Guinea Kenia Namibia Senegal Togo | Saudi-Arabien Tunesien Vereinigte Arabische Emirate |
| 2017–21  | Finnland Portugal Türkei                                                         | Albanien Bulgarien Belarus           | Grenada Jamaika Kuba St. Lucia St. Vincent und die Grenadinen Venezuela | Bangladesch Indien Indonesien Japan Philippinen Volksrepublik China | Äquatorialguinea Äthiopien Burundi Madagaskar Sambia Simbabwe              | Ägypten Jordanien Marokko                           |

### Vorsitzende des Exekutivrats

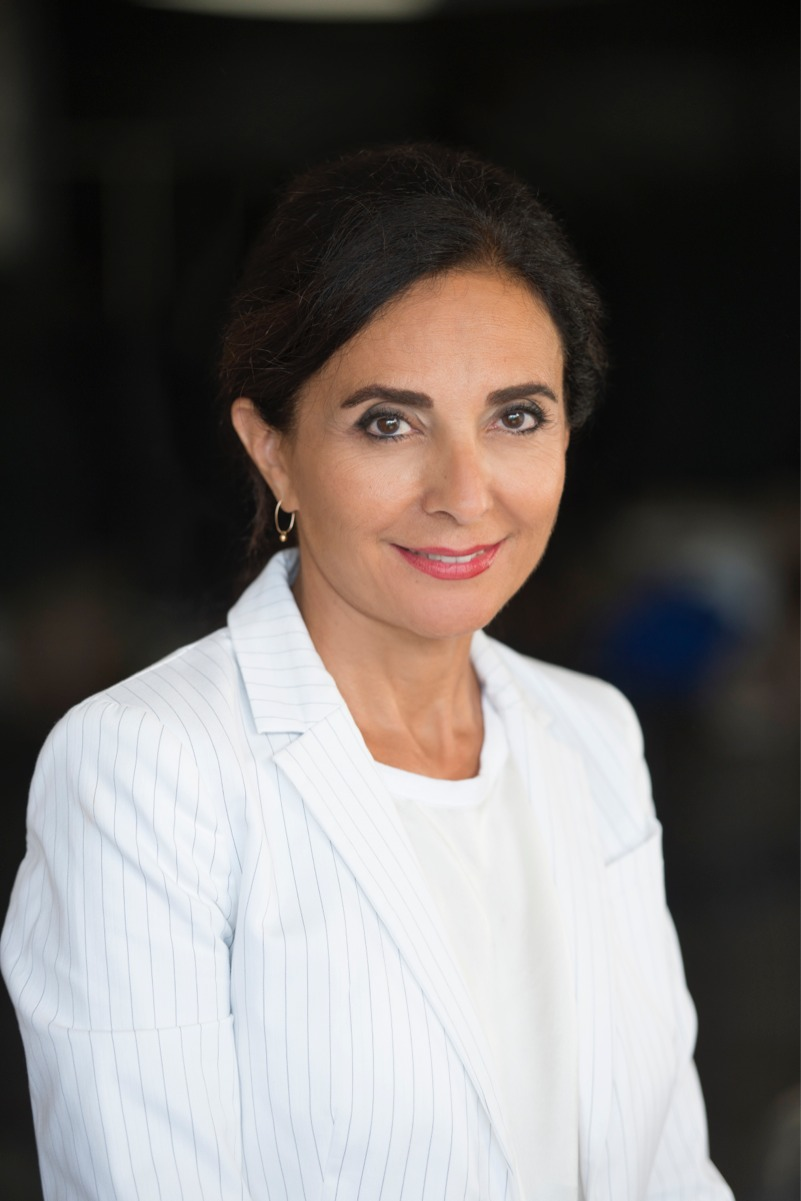
Vera El Khoury Lacoeuilhe, Vorsitzende des Exekutivrats der UNESCO seit 2023

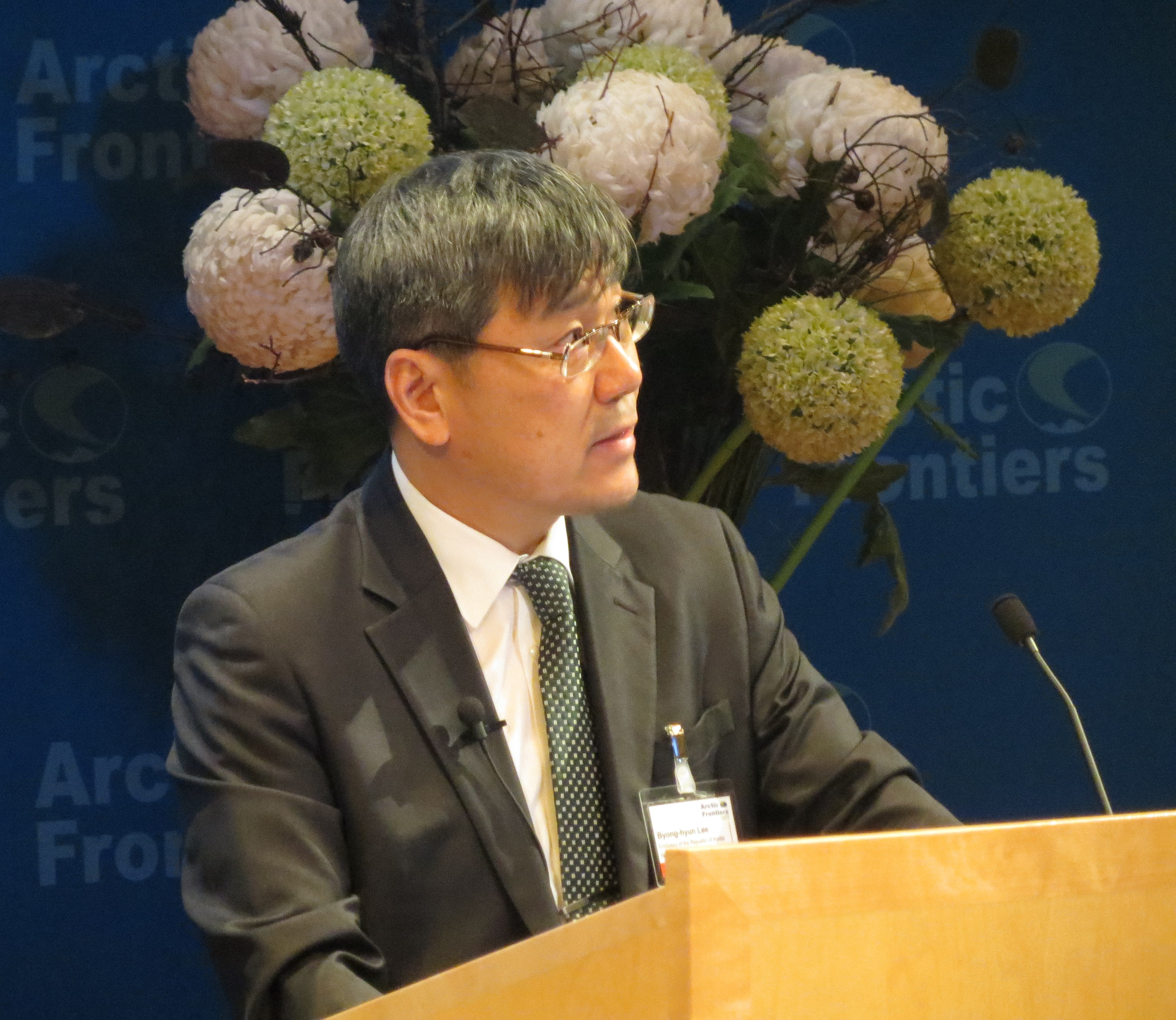
Lee Byong-hyun, Vorsitzender des Exekutivrats der UNESCO 2017–2019

| #   | Vorsitzende/r                             | Land                   | Jahr(e)   |
| --- | ----------------------------------------- | ---------------------- | --------- |
| 45. | Vera El Khoury Lacoeuilhe                 | Libanon                | seit 2023 |
| 44. | Tamara Rastovac Siamashvili               | Serbien                | 2021–2023 |
| 43. | Agapito Mba Mokuy                         | Äquatorialguinea       | 2019–2021 |
| 42. | Lee Byong-hyun                            | Südkorea               | 2017–2019 |
| 41. | Michael Worbs                             | Deutschland            | 2015–2017 |
| 40. | Mohamed Sameh Amr                         | Ägypten                | 2013–2015 |
| 39. | Alissandra Cummins                        | Barbados               | 2011–2013 |
| 38. | Eleonora Valentinovna Mitrofanova         | Russland               | 2009–2011 |
| 37. | Olabiyi Babalola Joseph Yaï               | Benin                  | 2007–2009 |
| 36. | Zhang Xinsheng                            | Volksrepublik China    | 2005–2007 |
| 35. | Hans-Heinrich Wrede                       | Deutschland            | 2003–2005 |
| 34. | Aziza Bennani                             | Marokko                | 2001–2003 |
| 33. | Sonia Mendieta de Badaroux                | Honduras               | 1999–2001 |
| 32. | Christopher Chetsanga                     | Simbabwe               | 1999      |
| 31. | Pál Pataki                                | Ungarn                 | 1997–1999 |
| 30. | Nouréini Tidjani-Serpos                   | Benin                  | 1995–1997 |
| 29. | Attiya Inayatullah                        | Pakistan               | 1993–1995 |
| 28. | Marie Bernard-Meunier                     | Kanada                 | 1991–1993 |
| 27. | Yahya Aliyu                               | Nigeria                | 1989–1991 |
| 26. | José Israel Vargas                        | Brasilien              | 1987–1989 |
| 25. | Ivo Margan                                | Jugoslawien            | 1985–1987 |
| 24. | Epiphan Patrick Komla Seddoh              | Ghana                  | 1983–1985 |
| 23. | Víctor Massuh                             | Argentinien            | 1980–1983 |
| 22. | Chams Eldine El-Wakil                     | Ägypten                | 1978–1980 |
| 21. | Leonard C. J. Martin                      | Vereinigtes Königreich | 1976–1978 |
| 20. | Hector Wynter                             | Jamaika                | 1974–1976 |
| 19. | Fuʼād Ṣarrūf                              | Libanon                | 1972–1974 |
| 18. | Prem Kirpal                               | Indien                 | 1970–1972 |
| 17. | Gianfranco Pompei                         | Italien                | 1968–1970 |
| 16. | Atilio Dell'Oro Maini                     | Argentinien            | 1966–1968 |
| 15. | Mohammed el Fasi                          | Marokko                | 1964–1966 |
| 14. | Rodolfo Barón Castro                      | El Salvador            | 1964      |
| 13. | Clarence Edward Beeby                     | Neuseeland             | 1962–1964 |
| 12. | Mohammed Awad                             | Ägypten                | 1960–1962 |
| 11. | Ben Bowen Thomas                          | Vereinigtes Königreich | 1958–1960 |
| 10. | Gholam-ʿAli Raʿdi Azarakhshi              | Iran                   | 1958      |
| 9.  | Vittorino Veronese                        | Italien                | 1956–1958 |
| 8.  | Arcot Lakshmanaswami Mudaliar             | Indien                 | 1954–1956 |
| 7.  | Ronald Forbes Adam                        | Vereinigtes Königreich | 1952–1954 |
| 6.  | Paulo Estevão Berredo Carneiro            | Brasilien              | 1951–1952 |
| 5.  | Stefano Jacini                            | Italien                | 1950–1951 |
| 4.  | John Redcliffe-Maud, Baron Redcliffe-Maud | Vereinigtes Königreich | 1949–1950 |
| 3.  | Sarvepalli Radhakrishnan                  | Indien                 | 1948–1949 |
| 2.  | Edward Ronald Walker                      | Australien             | 1947–1948 |
| 1.  | Victor Doré                               | Kanada                 | 1946–1947 |

### Sekretariat
Das Sekretariat ist in mehrere Abteilungen gegliedert. An seinem Hauptsitz in Paris arbeiten derzeit rund 2100 Mitarbeiter aus etwa 170 Nationen. Weitere 700 Mitarbeiter sind in den 65 Außenstellen in aller Welt tätig.
Das Sekretariat wird von einem Generaldirektor geleitet, der auf Vorschlag des Exekutivrats von der Generalkonferenz für eine Amtszeit von vier Jahren gewählt wird. Der Direktor nimmt an den Sitzungen der Generalkonferenz, des Exekutivrates und der Ausschüsse ohne Stimmrecht teil und erstellt Berichte über die Tätigkeit der Organisation.

### UNESCO-Regionen
Die UNESCO ordnet ihre Mitgliedsstaaten fünf Regionen zu:
- Afrika
- Arabische Staaten
- Asien und Pazifik
- Europa und Nordamerika
- Lateinamerika und Karibik

Auch wenn diese Regionen die Bezeichnung von Kontinenten im Namen tragen, sind sie nicht rein geografisch orientiert, sondern richten sich auch nach kulturellen Gesichtspunkten. So können Staaten einer UNESCO-Region zugeordnet sein, die nach einem anderen Kontinent benannt ist als dem, in dem sie geographisch liegen (Beispiel Israel: geographisch Asien, UNESCO-Region Europa und Nordamerika). Auch Staaten, die Gebiete auf mehr als einem Kontinent haben, werden als ganze einer UNESCO-Region zugeordnet (Beispiel Russland: mitsamt seinem asiatischen Teil ganz der UNESCO-Region Europa und Nordamerika zugeordnet, ebenso z. B. Frankreich mit allen Überseegebieten).

### Nationalkommissionen
Die UNESCO-Nationalkommissionen sind keine Organe der UNESCO, jedoch bereits von der UNESCO-Verfassung vorgesehene Stellen in jedem Mitgliedsstaat. Die Staaten sollen ihre „mit Fragen der Erziehung, Wissenschaft und Kultur befassten maßgeblichen Institutionen mit der Arbeit der UNESCO in Verbindung bringen, vorzugsweise durch Bildung einer Nationalkommission, in der die Regierung und die betreffenden Institutionen vertreten sind.“ Nationalkommissionen existieren in allen Mitgliedstaaten, so auch in Deutschland (Deutsche UNESCO-Kommission), Österreich (Österreichische UNESCO-Kommission) und der Schweiz (Schweizerische UNESCO-Kommission).

### Partnerorganisationen
- Internationales Komitee vom Roten Kreuz (IKRK)
- Blue Shield International (BSI)
- International Council of Museums (ICOM)
- International Council on Monuments and Sites (ICOMOS)
- International Institute of Humanitarian Law (IIHL)

## Einrichtungen, Initiativen, Förderprogramme
- UNESCO-Club
- Zwischenstaatliche Ozeanographische Kommission (IOC) in Paris
- Zwischenstaatliches Komitee zur Förderung der Rückgabe von Kulturgut an seine Herkunftsländer oder seine Rückgabe im Falle einer unerlaubten Aneignung (PRCP)
- Zwischenstaatlicher Rat für das Management des gesellschaftlichen Wandels (MOST) Programme
- Internationales Programm zur Entwicklung der Kommunikation (IPDC) in Paris
- Internationales Hydrologisches Programm (IHP) in Paris
- Programm Der Mensch und die Biosphäre (MAB) (und Biosphärenreservate)
- Internationale Ausschuss für Bioethik (IBC)
- Zwischenstaatlicher Ausschuss für Bioethik (IGBC)
- Zwischenstaatlicher Ausschuss für Sport und die Förderung der Leibeserziehung (CIGEPS)
- Zahlreiche Gedenk- und Aktionstage: Welterbetag, Weltalphabetisierungstag, Welttag für kulturelle Entwicklung, Welttag des audiovisuellen Erbes, Welttag der Wissenschaft, Welttag des Buches und des Urheberrechts, Welttag des geistigen Eigentums, Welttag der Philosophie, Weltlehrertag, Welttag der Poesie, Welttag des Tanzes, Welttag der Feuchtgebiete, Weltmusiktag, Welttag des Radios, Internationaler Tag der Muttersprache, Internationaler Tag des Jazz, Internationaler Tag der Mathematik, Internationaler Denkmaltag usw.

## Institute und Zentren
- Internationales Zentrum für Theoretische Physik (ICTP) im Schloss Miramare bei Triest
- Institut für Wasser-Ausbildung (UNESCO-IHE) in Delft
- Internationales Zentrum für Berufsbildung der UNESCO (UNESCO-UNEVOC) in Bonn
- Internationales Büro für Bildung (IBE-UNESCO) in Genf
- UNESCO-Institut für Lebenslanges Lernen (UIL) in Hamburg
- Internationales Zentrum für Wasserressourcen und Globalen Wandel (ICWRGC) in Koblenz
- Internationales Institut für Erziehungsplanung (IIEP-UNESCO) in Paris und Buenos Aires
- Internationales Institut für Informationstechnologie in der Bildung (IITE-UNESCO) in Moskau
- Internationales Institut für die Leistungsfähigkeit Afrikas (IICBA-UNESCO) in Addis Abeba
- Internationales Institut für Hochschulbildung in Lateinamerika und in der Karibik (IESALC-UNESCO) in Caracas
- UNESCO-Institut für Statistik (UIS) in Montreal
- Europäisches Zentrum für die Hochschulbildung (CEPES) in Bukarest
- UNESCO-Lehrstuhl (UNESCO Chairs)
- UNESCO-Lehrstuhl für Telemedizin (UNES_CT)
- UNESCO-Projektschule

## Dokumentarfilme
- Alexander Berkel, Kai Jostmeier, Johanna Kaack, Winfried Laasch, Friedrich Scherer: ZDF-History: Die UNESCO – Macht und Ohnmacht (2020), 28 Minuten